# Olivier De Schutter

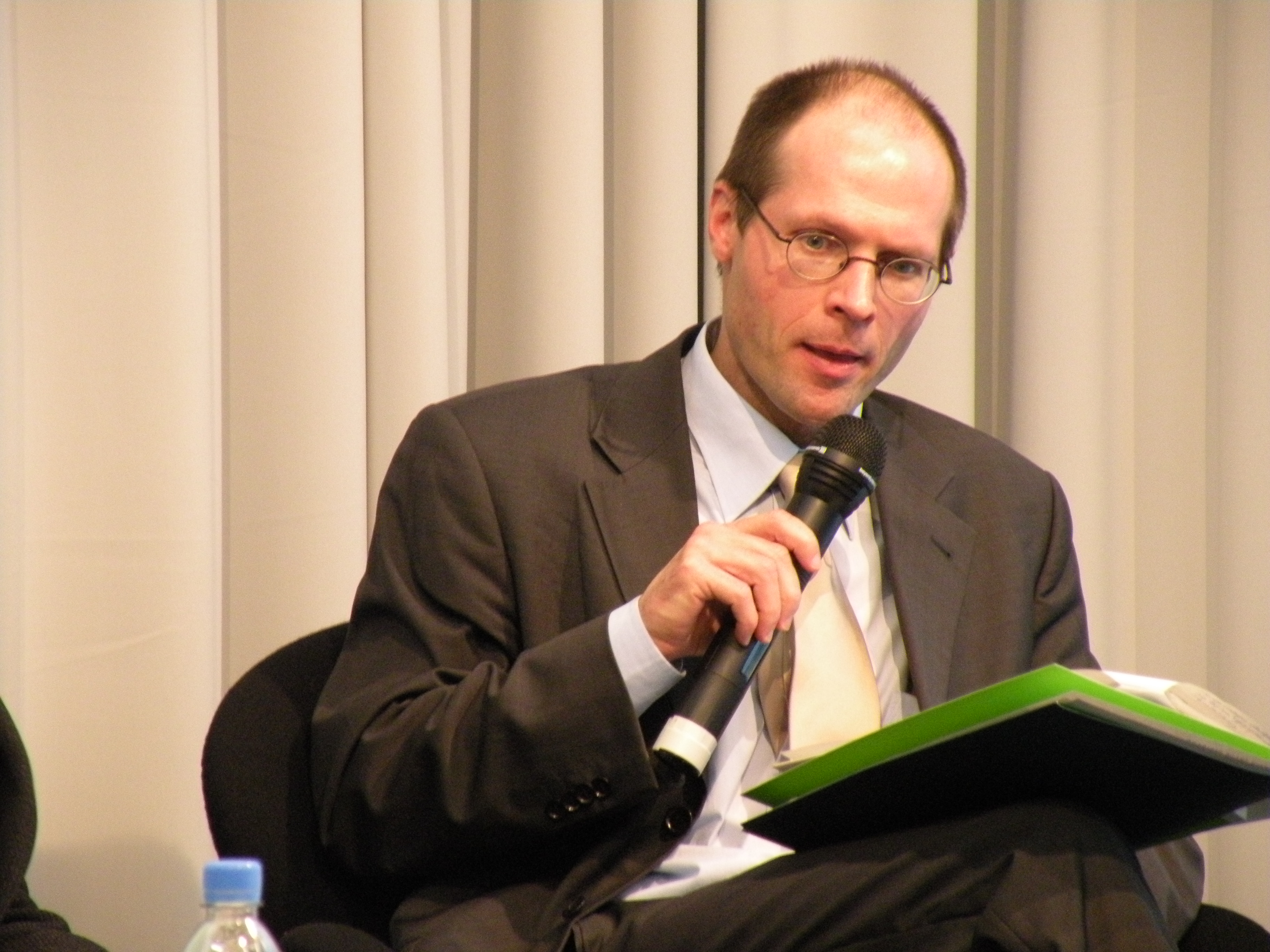
Olivier De Schutter

Olivier De Schutter (20 juli 1968) is een Belgisch jurist. 
De Schutter studeerde rechten, eerst aan de Université catholique de Louvain, dan aan Harvard. Voor zijn doctoraat keerde hij terug naar de UCLouvain. Als hoogleraar is hij ook verbonden aan die universiteit. Daarnaast doceert hij aan de Sciences Po, het Europacollege en als gastdocent aan de Columbia University in de Verenigde Staten. Zijn vakgebieden zijn internationaal recht, mensenrechten, Europees recht en rechtstheorie.
Van 2004 tot 2008 was hij secretaris-generaal van de Internationale Federatie voor de Mensenrechten, waar hij zich voornamelijk bezighield met kwesties die de globalisering van de economie opwerpt. Van 2008 tot 2014 fungeerde hij als speciaal rapporteur van de Verenigde Naties over het recht op voedsel. 
In 2012 werd hij commandeur in de Mérite wallon. In 2013 kreeg hij de Francquiprijs, de belangrijkste Belgische wetenschappelijke onderscheiding. Hij werd bij KB van 13 juli 2012 voorgedragen tot opname in de erfelijke adel met de persoonlijke titel van baron, maar dit bleef zonder gevolg omdat hij de adelbrieven nooit heeft gelicht.
Hij was de speciale VN-rapporteur voor het recht op voedsel tussen 2008 en 2014 en lid van het VN-comité voor economische, sociale en culturele rechten tussen 2015 en 2020. Hij is momenteel co-voorzitter van het International Panel of Experts on Sustainable Food Systems (IPES-Food) en de speciale VN-rapporteurr voor extreme armoede en mensenrechten: https://www.ohchr.org/EN/Issues/Poverty/Pages/SRExtremePovertyIndex.aspx